# Zwamboorder
De zwamboorder (Crassa unitella) is een nachtvlinder uit de familie Oecophoridae, de sikkelmotten.
De spanwijdte varieert van 18 tot 20 millimeter.